# Abstract nonsense

Abstract nonsense (« non-sens abstrait » ou « bêtises abstraites ») est une expression anglaise utilisée en mathématiques pour décrire certains raisonnements et concepts en théorie des catégories, qui semble avoir été introduit par Norman Steenrod. À l'origine, elle qualifie les raisonnements introduits sur les catégories, qui généralisent les constatations antérieures à partir de listes d'exemples. Plus récemment, elle qualifie la chasse au diagramme, l'application des propriétés universelles, la naturalité des foncteurs, l'utilisation du lemme de Yoneda…

De nos jours (en 2005), cette formule, qui peut être utilisée avec une connotation péjorative, qualifie aussi les mathématiques très abstraites, très formelles, qui mettent en jeu des objets plutôt simples. Alexandre Grothendieck déplore l'usage péjoratif de cette expression. Il explique qu'entre les années 1950 et les années 1970, « abstract nonsense » était plus utilisée dans une optique d'autodérision, une sorte de blague entre mathématiciens, pour souligner le caractère très formel d'une démonstration. En 1982, il écrit dans une lettre à Ronald Brown que 
L'introduction du chiffre 0 ou du concept de groupe était du general nonsense, aussi, et pour un millénaire ou deux les mathématiques stagnaient plus ou moins, parce que personne n'était là pour faire ces pas enfantins...